# Куличевская, Клавдия Михайловна
Клавдия Михайловна Куличевская (1861—1923) — русская артистка балета и педагог.

## Биография
Родилась 25 октября (6 ноября) 1861 года.
В 1880 году окончила Петербургское театральное училище, в числе её педагогов был артист балета и балетмейстер Л. И. Иванов. По окончании училища была принята в Петербургскую императорскую труппу.
Ещё годы учёбы Клавдия Куличевская была знакома и подружилась с выдающейся русской балериной — Матильдой Кшесинской. Впоследствии Куличевская была вместе с ней на гастролях; как балетмейстер поставила для Кшесинской несколько хореографических номеров, в том числе танец «Ноктюрн» на музыку Ф. Шопена (художник костюмов Лев Бакст), участвовать в котором Кшесинская в качестве своего партнёра пригласила молодого Вацлава Нижинского.
На сцене Клавдия Михайловна провела в Мариинском театре более двадцати лет — с 1880 до 1901 годы, окончив карьеру танцовщицы выходом на сцену в балете «Камарго» Минкуса. Среди её балетных партий — Грациелла («Грациелла» Пуньи), Графиня («Своенравная жена» Адана и Пуньи), Илька («Очарованный лес» Дриго), Фея Золота («Спящая красавица» Чайковского), танцевальный дивертисмент в балете «Шалость Амура», сольный танец («Золушка» Фитингофа-Шеля), Геба («Пробуждение Флоры» Дриго), Подруга Раймонды Клеманс («Раймонда» Глазунова), Маринетта («Барышня-служанка, или испытание Дамиса» Глазунова).
Прекратив танцевальную карьеру, в 1901 году перешла на педагогическую работу в родное театральное училище. Среди её воспитанников: Ольга Спесивцева, Гали Большакова, Евгения Бибер, Фелия Дубровская и другие. Для выпускных спектаклей училища Куличевская ставила отдельные номера, в том числе «Игра бабочек» на музыку Э. Вальдтейфеля для В. Ф. Нижинского и Ю. Н. Седовой, а также балеты; возобновила «Сказку Белой ночи» для О. А. Спесивцевой.
В училище проработала по 1917 год. После Октябрьской революции покинула Россию и с 1918 года жила за границей. Дальнейшая её судьба в эмиграции неизвестна.
Умерла в 1923 году в Токио.
Изображена на одной из литографий в альбоме Н. Г. Легата и С. Г. Легата «Русский балет в карикатурах» (СПБ, 1903).